# Delírio no Circo
Delírio no Circo é o segundo álbum ao vivo da cantora potiguar Roberta Sá, lançado em 4 de novembro de 2016 pela gravadora Som Livre. O projeto foi gravado no Circo Voador no dia 21 de maio de 2016, com as participações especiais de Martinho da Vila e Moreno Veloso.
Foi indicado ao Grammy Latino de 2017 na categoria de Melhor Álbum de Samba/Pagode.

## Divulgação
Singles
A primeira canção de divulgação do projeto foi "Covardia" lançada no dia 28 de outubro de 2016, a canção é um samba triste escrita pelo compositor mineiro Ataulfo Alves em parceria com o letrista carioca Mário Lago lançada por Nuno Roland em álbum em 1938.

## Lista de faixas
| N.º            | Título                                               | Compositor(es)                   | Duração  |  |
| 1.             | "Não Posso Esconder o Que o Amor Me Faz"             | Cézar Mendes José Carlos Capinam | 3:31     |  |
| 2.             | "Cicatrizes"                                         | Miltinho Paulo César Pinheiro    | 3:26     |  |
| 3.             | "Se For Pra Mentir"                                  | Cézar Mendes Arnaldo Antunes     | 2:51     |  |
| 4.             | "Um Só Lugar"                                        | Cézar Mendes Tom Veloso          | 3:48     |  |
| 5.             | "Samba de um Minuto"                                 | Rodrigo Maranhão                 | 4:19     |  |
| 6.             | "Me Erra"                                            | Adriana Calcanhotto              | 4:15     |  |
| 7.             | "Delírio"                                            | Rafael Rocha                     | 2:54     |  |
| 8.             | "Bem a Sós"                                          | Rubinho Jacobina                 | 3:11     |  |
| 9.             | "Covardia"                                           | Ataulpho Alves Mário Lago        | 5:24     |  |
| 10.            | "Amanhã é Sábado" (com Martinho da Vila)             | Martinho da Vila                 | 3:40     |  |
| 11.            | "Me Faz um Dengo / Disritmia" (com Martinho da Vila) | Martinho da Vila                 | 5:23     |  |
| 12.            | "Água Doce"                                          | Roque Ferreira                   | 4:20     |  |
| 13.            | "Meu Novo Ilê" (com Moreno Veloso)                   | Quito Ribeiro Moreno Veloso      | 3:28     |  |
| 14.            | "Um Passo à Frente" (com Moreno Veloso)              | Quito Ribeiro Moreno Veloso      | 4:19     |  |
| 15.            | "Ah, Se Eu Vou"                                      | Lula Queiroga                    | 3:45     |  |
| 16.            | "Gostoso Veneno"                                     | Nei Lopes Wilson Moreira         | 3:43     |  |
| 17.            | "Samba de Amor e Ódio"                               | Pedro Luís Carlos Rennó          | 4:08     |  |
| 18.            | "Menino"                                             | Roque Ferreira                   | 2:49     |  |
| 19.            | "O Nego e Eu"                                        | João Cavalcanti                  | 4:03     |  |
| 20.            | "Boca em Boca"                                       | Roberta Sá Xande de Pilares      | 3:49     |  |
| Duração total: | Duração total:                                       | Duração total:                   | 01:17:06 |  |